# Полет 30 на „Уърлд Еъруейс“
Полет 30 на „Уърлд Еъруейс“ е редовен вътрешен пътнически полет от международното летище „Оукланд“, Окланд, Калифорния, до международното летище „Нюарк Либърти“, Нюарк, Ню Джърси, с планирано междинно кацане на международното летище „Логан“, Бостън, Масачузетс, Съединените американски щати, управляван от „Уърлд Еъруейс“. На 23 януари 1982 г. самолетът „Макдонъл Дъглас DC-10-30CF“, който изпълнява полета, излиза от пистата при кацане в Бостън, след като не успява да спре в условия на лед.
Когато става очевидно, че самолетът няма да може да спре и че повторно излитане е невъзможно, пилотите насочват машината извън пистата, след това самолетът се плъзга през поле и пътека за рулиране, преди да се озове във водите на пристанището на Бостън с температура на водата от −1 °C. Част от DC-10, в която се намира пилотската кабина и предната кухня, се отделя от основната част на самолета и потапя първия ред пътнически седалки. Така тримата пилоти, две стюардеси и трима пътници попадат във водата.
Първоначално се смята, че всички 212 души на борда оцеляват, но три дни по-късно е открито, че баща и син, които не са в списъка с пътниците (заради промяна на полета си в последния момент), липсват. Установено е, че те са двама от тримата пътници, които падат от самолета във водата, но след претърсване от водолази телата им не са открити.